# Hernando de Saavedra (gobernador de Honduras)
Hernando de Saavedra  (Medellín, España, c.1490–?, c.1545) fue un militar y gobernador español, que participó en la conquista de México y de Honduras. De esta última fue su primer gobernador en 1526.

## Biografía
Natural de Medellín de Extremadura, era primo y coterráneo de Hernán Cortés, a cuyas órdenes participó en la conquista de México. Como teniente de gobernador acompañó también a Cortés durante la fatigosa expedición hacia Honduras (1524-1525). Dicha campaña tuvo por objetivo sofocar la rebelión del capitán Cristóbal de Olid, pero al llegar a Honduras, Cortés se enteró de que dicho capitán ya había sido sometido y ejecutado.
Luego de dejar las ordenanzas necesarias para la administración de la provincia, Cortés regresó a México en 1526, dejando como gobernador a Hernando de Saavedra. De ese modo este resultó en el primer gobernador de la provincia que por entonces se denominó Golfo de las Higueras y Cabo de Honduras. Su cabecera era la ciudad de Trujillo.
Saavedra tuvo que enfrentar la ambición de Pedro Arias Dávila o Pedrarias Dávila, el gobernador de Castilla de Oro que quería anexionar Honduras a su gobernación. Ambos hicieron una tregua, que se rompió cuando, por instigación de Pedrarias, los capitanes Bartolomé Hurtado y Gabriel de Rojas invadieron el valle de Olancho y ocuparon Puerto Caballos. Saavedra logró con algún esfuerzo ponerlos a raya.
Luego estalló la rebelión de los indígenas, exasperados por los abusos que cometían los colonos españoles. Los indígenas atacaron Puerto Caballos, donde mataron a la mayoría de españoles e hicieron huir a los pocos sobrevivientes. Saavedra se vengó arrasando las poblaciones de indígenas de la zona, aunque la mayoría de ellas no habían intervenido en el ataque.
A los oídos de la Real Audiencia de Santo Domingo llegaron los excesos de Saavedra. Conocedor este que lo iban a destituir, se limitó a defender Trujillo y a aconsejar a los colonos fugitivos de Puerto Caballos que se refugiaran en un pueblo indígena amigo de los españoles. Los indígenas rebeldes no se atrevieron a atacar Trujillo; solo se limitaron a atacar a los pocos españoles que se encontraban en Olancho, a la mayoría de los cuales aniquilaron, entre los que se encontraba el célebre Juan de Grijalva.
Saavedra fue relevado de su cargo por el rey, que nombró en su reemplazo a Diego López de Salcedo. El nuevo gobernador arribó a Honduras en 1526, y al encontrar alguna resistencia de parte de Saavedra, lo hizo apresar, para luego enviarlo a La Española.
Pese a todo, el gobierno de Saavedra en Honduras, que duró apenas siete meses, no fue del todo negativo. Se preocupó por defender su jurisdicción de la ambición de Pedrarias Dávila y fundó la villa de la Frontera de Cáceres. Se desconoce sus actividades posteriores, y solo se sabe que falleció hacia 1545.